# Droit de gage général
Le droit de gage général est une garantie reconnue à tout créancier d'obtenir le paiement de sa créance sur tous les biens de son débiteur. Les biens du débiteur constituent donc le gage commun des créanciers. Le créancier qui dispose du droit de gage général est dit créancier chirographaire, ce qui le distingue du créancier privilégié, nanti ou gagiste.

## Droit français
Le droit positif reconnaît à tout créancier le droit d'obtenir le paiement de sa créance sur tout bien du débiteur. C'est ainsi que le Code civil français dispose, en son article 2284, que "quiconque s'est obligé personnellement, est tenu de remplir son engagement sur tous ses biens mobiliers et immobiliers, présents et à venir". Cela signifie que le créancier qui n'est pas satisfait pourra faire saisir les biens situés dans le patrimoine du débiteur pour les faire vendre et se faire payer sur le prix de vente. Tous les biens du débiteur servent donc de garantie à sa dette. Juridiquement, on dit que le créancier chirographaire a la faculté de poursuivre l'exécution forcée de sa créance en saisissant les différents biens, présents et à venir, composant le patrimoine de son débiteur et en les faisant vendre. Le créancier chirographaire dispose de certains recours : l'action oblique (article 1341-1 du Code civil), l’action paulienne (1341-2 du Code civil), l’action en déclaration de simulation (1321 c. civ.), et l'action directe (1341-3 du Code civil).
L'article 2285 du même code prévoit que "les biens du débiteur sont le gage commun de ses créanciers ; et le prix s'en distribue entre eux par contribution, à moins qu'il n'y ait entre les créanciers des causes légitimes de préférence". Ainsi, le créancier chirographaire vient en concours avec tous les autres créanciers du débiteur qui disposent comme lui du droit de gage général. La position du créancier privilégié apparaît donc plus confortable puisqu'il dispose d'un droit réel (gage, nantissement, hypothèque, etc.) sur un bien particulier, bien sur lequel il n'est en concours avec personne et qui, de ce fait, est comme soustrait du droit de gage général des créanciers chirographaires. Pour les créanciers chirographaires, le danger est de se retrouver, à la fin, titulaire d'un droit de gage sur un patrimoine dont le passif est supérieur à l'actif : il n'y aura pas suffisamment de biens pour désintéresser tous les créanciers qui ne se trouveront ainsi payés qu'à hauteur d'une fraction de leur créance.
Le créancier chirographaire dispose d'une créance de remboursement qui est juridiquement certaine (la créance n'est pas aléatoire, c'est-à-dire qu'elle n'est pas soumise à condition, comme c'est le cas pour l'associé). Cela n'exclut pas pourtant un risque purement économique, celui de l’insolvabilité de son débiteur. Là naît l'utilité des sûretés (voir droit des sûretés).

## Droit québécois
Le droit de gage général est énoncé à l'article 2644 du Code civil du Québec : « Les biens du débiteur sont affectés à l’exécution de ses obligations et constituent le gage commun de ses créanciers ».